# Kuching

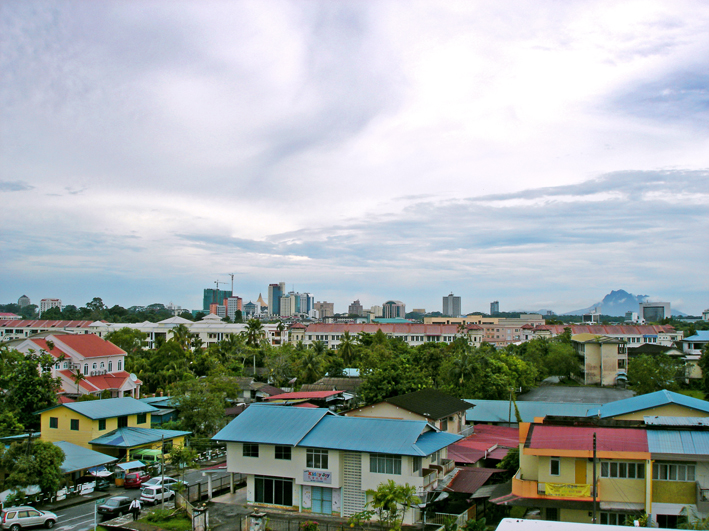
Suburbis i centre de Kuching

Kuching és una ciutat de Malàisia, capital de l'estat de Sarawak, situada a la zona occidental de Malàisia Oriental, a l'illa de Borneo. És la setena ciutat a escala nacional. El seu nom significa «ciutat de gats».

## Ciutats agermanades
Kuching està agermanada amb les següents ciutats:
| - Alexandria, Egipte - Guro-gu, Corea del Sur - Johor Bahru, Malàisia - Kunming, Xina - Pontianak, Indonèsia | - Seattle, EUA - Xiamen, Xina - Jiddah, Aràbia Saudita - Zhenjiang, Xina |